# Herny
Herny je francouzská obec v departementu Moselle v regionu Grand Est. Žije zde 519 obyvatel.

## Geografie

### Sousední obce
| Růžice kompasu | Vittoncourt  | Hémilly  | Arriance  | Růžice kompasu |
| Růžice kompasu | Adaincourt   | Sever    | Many      | Růžice kompasu |
| Růžice kompasu | Adaincourt   | Herny    | Many      | Růžice kompasu |
| Růžice kompasu | Adaincourt   | Jih      | Many      | Růžice kompasu |
| Růžice kompasu | Han-sur-Nied | Vatimont | Holacourt | Růžice kompasu |